# İslâm I Giray
İslâm I Giray (? - 1536) fou kan de Crimea el 1532. El seu oncle Saadet I Giray va abdicar per manca de suport i el seu rival Islam va pujar al tron.
S'havia destacat com opositor a Saadet, considerat massa pro-otomà. Va fer una incursió al Tsarat Rus el 1527. Quan va pujar al tron el sultà no el va voler reconèixer. Islam va nomenar khalgay al seu germà Uzbeg Giray. Al cap de cinc mesos, sense suport otomà, va abdicar i va demanar a Solimà I el Magnífic de nomenar qui ell volgués com a kan. Fou nomenat per Sahib I Giray que havia estat kan de Kazan. A Islam no se li coneixen monedes.
Solimà el Magnífic va nomenar kan de Crimea a Sahib I Giray i el va enviar amb 60 peces d'artilleria i un miler de geníssers i 200 soldats d'infanteria i artillers. Islam Giray fou designat khalgay. Just en aquest temps Safa Giray havia estat expulsat del tron de Kazan i va demanar ajut al seu oncle per recuperar el tron. El 1533 Crimea va atacar Kazan però foren rebutjats per la intervenció russa. El kan va donar la culpa als prínceps i es va distanciar de l'operació; poc després moria Basili III de Moscou (3 de novembre de 1533) i el va succeir el jove Ivan IV el Terrible sota regència de la vídua Elena.
Segimon de Polònia va aprofitar la minoria per intentar recuperar les ciutats que Basili III li havia arrabassat i va incitar al kan a envair Rússia. Sahib va atacar Riazan però fou rebutjat pels prínceps Punkof i Gatef (1534); Segimon pel seu costat també fou derrotat i les forces russes es van acostar a Vilna fins que els lituans es van retirar de Rússia. Mentre a Crimea. Islam Giray, partidari de Rússia, es va revoltar i va prendre el poder efectiu a Sahib Giray i es va refugiar a Kirkor, protegit pels otomans. Això va posar a Islam en mans dels russos. Islam va enviar 20.000 homes contra Lituània per forçar a una pau amb Rússia. El 1535 els lituans i russos es van estar enfrontant i els segons van tenir el suport de 15.000 tàtars. Islam pretenia que actuava en nom de Sahib Giray; els historiadors russos l'acusen d'haver traït a Moscou en ser subornat pels polonesos. Els lituans van ocupar Gomel, Starodub i Pochepa. Mentre els tàtars eren incitats a la revolta per Sahib Girai. Un atac lituà a Ivanogorod al riu Sebeya, a la frontera russa, fou rebutjat i els russos van recuperar Pochepa i Starodub i van construir dues noves ciutats, Zavolochia i Veliya, i va seguir una treva de cinc anys. Islam va informar als russos que el sultà havia decidit fer la guerra a Rússia i els russos li van ordenar assassinar Simeó Belski, que instigava a la guerra al sultà, però abans de rebre l'orde Islam fou assassinat en un sobtat atac d'un cap nogai anomenat Baki Beg, aliat de Belski.